# Barry Devolin
Barry Devolin (né le 10 mars 1963 à Peterborough, Ontario) est un homme politique canadien ; il a été député à la Chambre des communes du Canada, représentant la circonscription ontarienne de Haliburton—Kawartha Lakes—Brock de 2004 à 2015 sous la bannière du Parti conservateur du Canada.

## Biographie
Il a été le candidat du Parti réformiste dans la circonscription de Haliburton—Victoria—Brock. Devolin termine deuxième à cette élection, défait par une marge mince par John O'Reilly, le candidat du Parti libéral. La performance de Devolin était la deuxième meilleure du Parti réformiste en Ontario dans l'élection de 1993, lors de laquelle les libéraux ont balayé 102 des 103 circonscriptions de la province.
Devolin ne brigue pas l'investiture dans Haliburton—Victoria—Brock aux élections de 1997 et 2000. En 2004 il se présente sous la bannière du nouveau Parti conservateur du Canada et est élu dans la circonscription nouvellement redessinée de Haliburton—Kawartha Lakes—Brock. Il récolte 44 % des suffrages et défait John O'Reilly par plus de 5 000 voix. Lors de l'élection de 2006, Devolin est réélu avec 49 % des suffrages et gagne par une marge de plus de 12 000 voix. Il ne s'est pas représenté lors des élections générales de 2015.
Barry a épousé en 1993 Ursula Beachli ; ils ont deux enfants, un garçon et une fille.